# Vladi Panato
Vladi Carlo Panato, né le 28 octobre 1972, est un céiste italien pratiquant la descente.

## Biographie
Vladi Panato surnommé "Il Mito" (The Legend) est la personne étant le plus de fois champion du monde dans le canoë-kayak de descente toutes disciplines confondues. Son surnom lui est dû grâce, tout d'abord à son grand nombre de victoires mais aussi grâce au nombre de courses gagnées en esquimautant (esquimautage = retourner le bateau lorsqu'il est sous l'eau à l'aide de sa pagaie). Vladi Panato est resté le maître incontesté du canoë de descente de 1993 à 2007, ensuite battu en 2008 par le français Guillaume Alzingre. Maintenant La Légende du canoë-kayak de descente entraîne l'équipe d'Italie.

## Palmarès

### Championnats du monde
- 2000 à Treignac,  France
  -  Médaille d'or en C1, Course classique
- 2002 à Valsesia,  Italie
  -  Médaille d'or en C1, Course classique
  -  Médaille d'or en C1, Course Sprint
- 2004 à Garmisch,  Allemagne
  -  Médaille d'argent en C1, Course classique
  -  Médaille d'argent en C1, Course Sprint
- 2006 à Karlovy Vary,  République tchèque
  -  Médaille de bronze en C1, Course classique
- 2008 à Valsesia,  Italie
  -  Médaille d'or en C1, Course Sprint
- 2018 à Muotathal,  Suisse
  -  Médaille de bronze en C2 par équipe, Course classique